# Kaple krále Otty
Kaple krále Otty je církevní stavba na jihozápadním okraji Kiefersfeldenu na úpatí Chlebu z máslem, v blízkosti místa, kde vedla stará bavorská stezka. Král Ludvík I. Bavorský inicioval její stavbu v roce 1833 pro připomenutí odchodu svého druhého nejstaršího syna Oty v prosinci 1832 do Řecka, kde byl o půl roku dříve jmenován prvním řeckým králem.

## Popis
Malý halový kostel stojí na nadzemní kryptě a je dostupný pomocí schodiště. Design v novogotickém stylu – v době, kdy byl ještě široce rozšířen klasicismus – navrhl královský civilní stavební inspektor Joseph Daniel Ohlmüller. Budovu postavil v letech 1834–1836 rosenheimský stavitel Johann Karmann. Dne 19. června 1836 proběhlo vysvěcení. Patronem kaple je Otto z Bamberka, po kterém byl pojmenován i králův syn.
Kaple je součástí farnosti svatého Kříže v Kiefersfeldenu. Věž a střecha kaple byly v roce 2013, poté co byly poškozeny při sesuvu půdy, opraveny.